# Pătârlagele
Pătârlagele es una ciudad con estatus de oraș de Rumania ubicada en el distrito de Buzău.
Según el censo de 2011, tiene 7304 habitantes, mientras que en el censo de 2002 tenía 8290 habitantes. La casi totalidad de la población es de etnia rumana (95,83 %). La gran mayoría de los habitantes son cristianos de la Iglesia Ortodoxa Rumana (95,72 %).
Se conoce la existencia de la localidad desde 1573. Adquirió estatus urbano en 2004. En su territorio se incluyen como pedanías los pueblos de Calea Chiojdului, Crâng, Fundăturile, Gornet, Lunca, Mănăstirea, Mărunțișu, Mușcel, Poienile, Sibiciu de Sus, Stroești, Valea Lupului, Valea Sibiciului y Valea Viei.
Se ubica sobre la carretera 10 a medio camino entre Buzău y Brașov, a orillas del río Buzău.